# لازلو ألماسي
لازلو ألماسي (بالإنجليزية: László Almásy)‏ كان أرستقراطيًا مجريًا ومستكشفًا صحراويًا وطيارًا وقائدًا للكشافة ورياضيًا.